# Hernán Núñez de Toledo

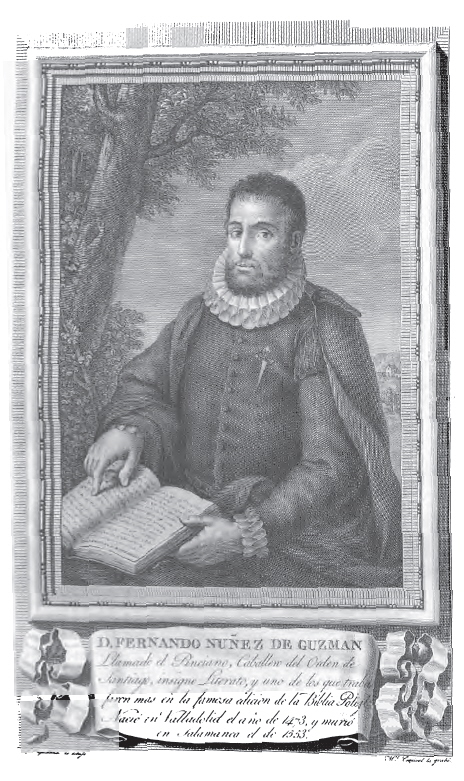
Nachempfundenes Porträt des Fernando Núñez de Toledo y Guzmán auf einer Lithografie von Manuel Esquivel de Sotomayor nach einer Zeichnung von José López Enguídanos für die Retratos de españoles ilustres (1801)

 Hernán Núñez de Toledo y Guzmán (auch el Comendador Griego, el Pinciano oder Fredenandus Nunius Pincianus; * 1475 in Valladolid; † 1553 in Salamanca) war ein spanischer Humanist, klassischer Philologe und Bibelübersetzer.

## Leben und Wirken
Er war der Sohn des Fernando Núñez de Toledo, eines Kammerschreibers (escribano de cámara) von Heinrich IV. und Notars (notario público) sowie Sekretärs und Schatzmeisters der Königin Isabella von Kastilien. Seine Mutter entstammte der einflussreichen Familie Guzmán.
Hernán Núñez y Guzmán war vermutlich Stipendiat des Real Colegio Mayor de San Clemente de los Españoles in Bologna. Im Jahr 1499 ernannte Íñigo López de Mendoza y Quiñones, der Generalkapitän des Königreiches Granada, ihn zum Präzeptor seines Sohnes Luis Hurtado de Mendoza y Pacheco. In Granada studierte er weiterhin die klassischen Sprachen sowie Hebräisch und Arabisch.
Der Erzbischof von Toledo, Francisco Jiménez de Cisneros berief ihn wegen seiner hervorragenden Kenntnisse in Aramäisch, Hebräisch, Griechisch und Arabisch ihn in eine Arbeitsgruppe die die Herausgabe der Complutensische Polyglotte vorbereitete. Er arbeitete dort zusammen mit den bedeutendsten Sprachwissenschaftlern und Theologen Kastiliens wie z. B. Antonio de Nebrija, Diego López de Zúñiga und Alfonso de Zamora.
Im Jahre 1509 übersetzte er die von Enea Silvio Piccolomini (Pius II.) verfasste Geschichte Böhmens, Historia Bohemica (1457), in die kastilische Sprache.
Nuñez war Professor für Rhetorik an der Universität Alcalá, die 1508 ihren Unterrichtsbetrieb aufnahm. Ab dem Jahre 1519 lehrte er zusätzlich Griechisch. Während des kastilischen Comuneros-Aufstandes, (Guerra de las Comunidades de Castilla) sympathisierte Nuñez mit den Comuneros.
Im Jahre 1523 erhielt Aires de Figueiredo Barbosa, sein Vorgänger auf dem Lehrstuhl an der Universität von Salamanca, einen Ruf an den portugiesischen Hof, wo er den Unterricht des Infanten und späteren Kardinals Afonso de Portugal übernahm. Die nunmehr vakante Position wurde durch Núñez belegt. Im Alter von 50 Jahren zog er sich aus der Lehrtätigkeit zurück.

## Werke
- Glosa sobre las Trezientas de Juan de Mena, Sevilla (1499) y Granada (1505).
- L. Annaei Senecae Opera, Basilea, 1529. Zehn Auflagen bis 1627.
- Observationes Fredenandi Pintiani in loca obscura et depravata Hist. Natur. C. Plinii, Salamanca, 1544.
- Refranes, o Proverbios en romance. Salamanca, Juan de Canova 1555 Digitalisat.
  - Moderne Ausgabe: Refranes o proverbios en romance (1555) de Hernán Núñez. Edición crítica de Louis Combet, Julia Sevilla, Germán Conde y Josep Guia. Madrid, Ediciones Guillermo Blázquez, 2001; 2 Bände.